# Ângelo Maria Rivato
Dom Ângelo Maria Rivato, SJ, (San Giovanni Ilarione, 3 de dezembro de 1924 — Gallarate, 20 de agosto de 2011) foi um sacerdote jesuíta italiano, primeiro bispo de Ponta de Pedras, Pará.

## Estudos
Realizou seus primeiros anos de estudos em San Giovanni Ilarione, Itália. Fez estudos secundários em Verona, Itália.
Estudou no Seminário de Vicenza, onde cursou Filosofia no período de 1946 a 1947 e Teologia no período de 1948 a 1951.

## Presbiterado
Ângelo Maria Rivato foi ordenado padre no dia 29 de junho de 1951, em Vicenza, Itália.
Foi vigário e cooperador em Vicenza, Itália de 1951 a 1958.
Entrou na Companhia de Jesus em 5 de janeiro de 1959.
Em 1963, levou para Belém a Obra de Maria (Focolares). Foi vigário-geral da Arquidiocese de Belém em 1964.

## Episcopado
Dom Ângelo Maria Rivato foi nomeado bispo-prelado de Ponta de Pedras pelo Papa Paulo VI, em 13 de junho de 1967. Recebeu a ordenação episcopal no dia 6 de agosto de 1967, em Ponta de Pedras, das mãos de Dom Sebastiano Baggio, Núncio Apostólico no Brasil; Dom Alberto Gaudêncio Ramos, Arcebispo de Belém do Pará e Dom José Maritano, PIME, prelado de Macapá.
Dom Angelo participou da última sessão do Concílio Vaticano II.
Renunciou ao múnus pastoral no dia 16 de fevereiro de 2002, por limite de idade, em conformidade com o cânon 401 do Código de Direito Canônico.
Em setembro de 2009 foi residir em Gallarate, Itália, em uma casa de repouso da Companhia de Jesus. Acometido por AVCs, veio a falecer no dia 20 de agosto de 2011, às 22h, no horário de Brasília.

### Ordenações episcopais
Dom  Ângelo Maria Rivato foi o celebrante da ordenação episcopal de  Dom Alessio Saccardo,  SJ.